# Mario Rodríguez Gaxiola
Mario Antonio Rodríguez Gaxiola (Ahome, Sinaloa, México; 23 de agosto de 1995) es un futbolista mexicano. Juega como mediocampista en el Murciélagos Fútbol Club de la Segunda División de México.

## Trayectoria
Comenzó su carrera en enero del 2013 jugando para el equipo de la categoría Sub-17 del Club Santos Laguna. En febrero fue convocado para participar en el Torneo de Viareggio, en donde solo jugó un partido. Fue promovido a la categoría Sub-20 a partir del segundo semestre del año. El 30 de noviembre se consagró campeón del Torneo Apertura cuando Santos venció de visitante al Club León por marcador de 0-1.
Participó de nueva cuenta en el Torneo de Viareggio, en su edición 2014, en esta ocasión jugó los tres partidos que disputó su equipo. El Apertura 2015 Rodríguez pasó a jugar con el equipo filial de Santos en la Segunda División de México, Santos Laguna Premier. Se mantuvo durante una temporada en el equipo premier y llegó al Tampico Madero Fútbol Club para el torneo Apertura 2016. En 2017 regresó al Santos Laguna Premier, estuvo ahí durante un año y para el 2018 llegó al Guadalupe Fútbol Club de Costa Rica, junto con su compañero de equipo Moisés Arce.

## Palmarés

### Campeonatos nacionales
| Título                            | Equipo                    | País   | Año    |
| --------------------------------- | ------------------------- | ------ | ------ |
| Primera División de México Sub-20 | Club Santos Laguna Sub-20 | México | A-2013 |